# Slaget vid El Guettar
Slaget vid El Guettar var ett fältslag som ägde rum nära staden El Guettar under fälttåget i Tunisien i andra världskriget. Det utkämpades mellan delar av Panzerarmee Afrika under general Hans-Jürgen von Arnim, ihop med italienska styrkor under general Giovanni Messe, och den amerikanska andra armékåren under generallöjtnant George S. Patton. Det var det första slaget i vilken amerikanska styrkor kunde besegra erfarna tyska stridsvagnsenheter, men uppföljningen till striden var resultatlöst.
Slaget förekommer i krigsfilmen Patton – Pansargeneralen (1970).